# Бейсбол на Всемирных играх 1981
Первые в истории Всемирные игры состоялись в 1981 году в Санта-Кларе, Калифорния, США. Бейсбольный турнир в рамках соревнований прошёл с 27 по 30 июля на муниципальном стадионе в Сан-Хосе. Участие в нём приняли четыре команды — Австралии, США, Панамы и Южной Кореи. Золотые медали выиграла команда США, составленная из игроков студенческого чемпионата.

## Медалисты
| Дисциплина | Золото | Серебро | Бронза    |
| ---------- | ------ | ------- | --------- |
| Мужчины    | США    | Корея   | Австралия |

## Турнирная таблица
| Команды     | В | П | СР | ПР |
| ----------- | - | - | -- | -- |
| США         | 3 | 0 | 24 | 10 |
| Южная Корея | 2 | 1 | 19 | 10 |
| Австралия   | 1 | 2 | 13 | 26 |
| Панама      | 0 | 3 | 12 | 22 |

## Состав сборной США
| - Боб Бейтсол - Эд Восберг - Бёрк Голдторн - Дэн Джонс-мл. - Брюс Джонсон - Майк Доттерер - Пэт Клементс - Грег Ломницки - Тодд Лэмб - Тони Мак | - Одибе Макдауэлл - Спайк Оуэн - Джим Пасиорек - Джон Рассел - Ховард Симмонс - Франклин Стаббс - Дэйв Стенхаус-мл. - Майк Тусман - Брайан Уолкотт - Оги Шмидт |